# Margaret Gorman
Margaret Gorman (Washington D. C., 18 de agosto de 1905-Bowie, 1 de octubre de 1995) fue una modelo y reina de belleza estadounidense que fue la ganadora del primer concurso de belleza Miss America después de ser coronada Miss Distrito de Columbia en 1921.

## Concursos de belleza

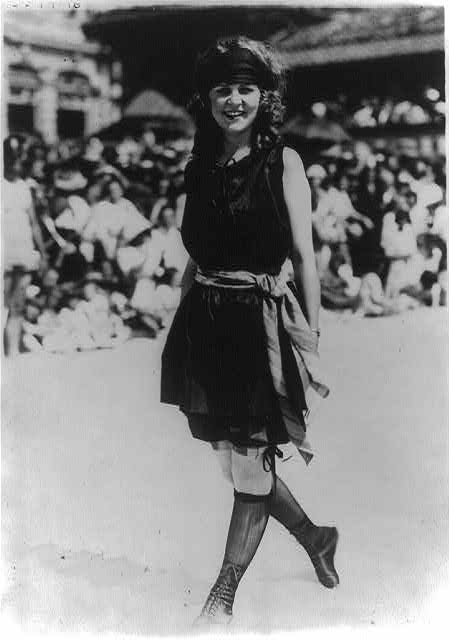
Margaret Gorman gana el primer premio en Miss Atlantic City.

Gorman era estudiante de tercer año en Western High School en Washington D. C. cuando su foto fue inscrita en un concurso de popularidad en el Washington Herald.
Fue elegida como Miss Distrito de Columbia en 1921 a los 16 años debido a su habilidad atlética, logros pasados y personalidad extrovertida. Como resultado de esa victoria, fue invitada a unirse al segundo certamen anual en Atlantic City, que se llevó a cabo el 8 de septiembre de 1921, como invitada de honor. Allí fue invitada a unirse a un nuevo evento: el Concurso «Inter-City Beauty» («Belleza interurbana»). Ganó los títulos de «Inter-City Beauty, amateur» y «The Most Beautiful Bathing Girl in America» («La chica bañista más bella de Estados Unidos») antes de ganar el gran premio, el trofeo Golden Mermaid. Se esperaba que ella defendiera su título el próximo año, pero alguien más había obtenido el título de Miss Washington D. C., por lo que fue coronada como Miss America. Ella es la única Miss America en recibir su corona al final del año.

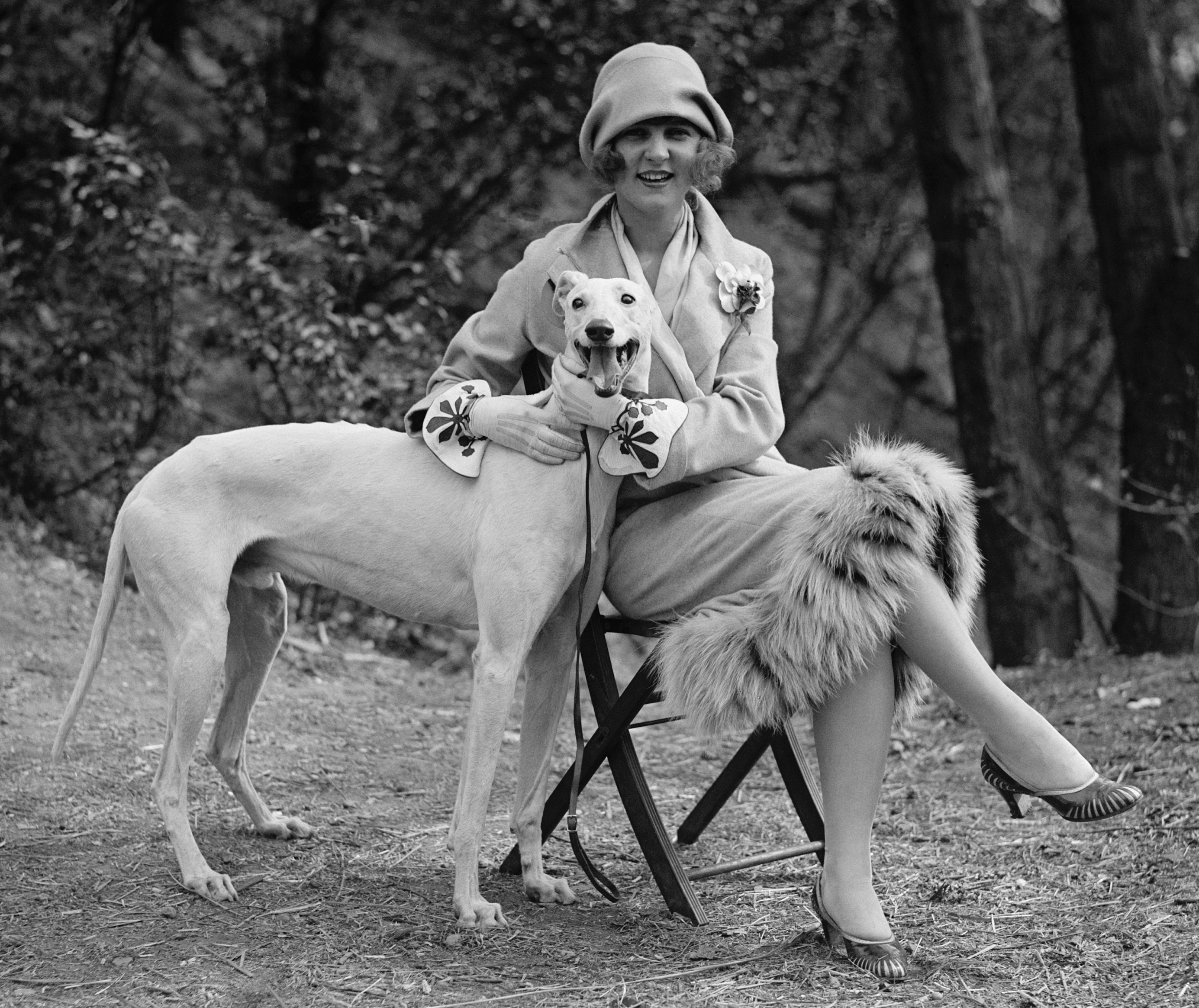
Margaret Gorman con su mascota Greyhound, «Long Goodie», en abril de 1925.

Gorman fue la Miss America más liviana con 108 libras (49 kg) hasta 1949, cuando Jacque Mercer de Phoenix, Arizona, pesó 106 libras (48 kg) y ganó el título.
Gorman dijo más tarde en 1980: «Nunca me importó ser Miss America. No fue idea mía. Estoy tan aburrida de todo. Realmente quiero olvidar todo el asunto». Al momento de su muerte, ella todavía era dueña de la gasa verde mar y el vestido de lentejuelas que usó en la competencia de 1922.
Vida personal
Gorman continuó compitiendo en 1922 y fue uno de las favoritas de la multitud. En 1925, se casó con Victor Cahill, y estuvieron casados hasta que él murió en 1957. Vivió toda su vida en Washington D. C., se convirtió en una persona de la alta sociedad y disfrutaba viajar.
Murió el 1 de octubre de 1995, a los 90 años.